# Братановский, Глеб Алексеевич
Глеб Алексеевич Братановский (1906, Казань — 1939, Москва) — советский хозяйственный, государственный и политический деятель.

## Биография
Родился в 1906 году в Казани. Член ВКП(б) с 1927 года.
С 1920 года — на хозяйственной, общественной и политической работе. В 1920—1938 гг. — работал по найму, инструктор, заведующий орготделом Чимкентского уездно-городского комитета, секретарь Чимкентского горкома, заведующий орготделом губкомсомола, заведующий школьным отделом, отделом труда и образования рабочей молодежи Казкрайкома ВЛКСМ, на партработе в Семипалатинский окружкоме, заместитель заведующего организационным отделом Семипалатинского окружкома ВКП(б), студент Института Востоковедения, инструктор по строительству АМО Московского горкома партии, завсектором агитмассового отдела, ответственный инструктор отдела парткадров, заведующий отделом промышленности, транспорта и городского хозяйства, 3-й секретарь, 2-й секретарь Московского горкома ВКП(б).
Избирался депутатом Верховного Совета СССР 1-го созыва от Кировского избирательного округа города Москвы.
Расстрелян в 1939 году в Москве.